# Фрассілонго
Фрассілонго, Фрассілонґо (італ. Frassilongo, вен. Frasiłongo) — муніципалітет в Італії, у регіоні Трентіно-Альто-Адідже,  провінція Тренто.
Фрассілонго розташоване на відстані близько 480 км на північ від Рима, 15 км на схід від Тренто.
Населення — 333 особи (2014).
Щорічний фестиваль відбувається 4 липня. Покровитель — Sant'Udalrico.

## Демографія
Населення за роками:

Станом на 1 січня 2023 року в муніципалітеті офіційно проживав 1 іноземець (громадянин Албанії).

## Сусідні муніципалітети
- Фієроццо
- Левіко-Терме
- Новаледо
- Перджине-Вальсугана
- Ронченьйо
- Сант'Орсола-Терме
- Віньола-Фалезіна